# Zincenkove, Icinea
Zincenkove (în ucraineană Зінченкове) este un sat în comuna Stupakivka din raionul Icinea, regiunea Cernihiv, Ucraina.

## Demografie
Componența lingvistică a localității Zincenkove
     Ucraineană (93,33%)
     Rusă (6,67%)
Conform recensământului din 2001, majoritatea populației localității Zincenkove era vorbitoare de ucraineană (93,33%), existând în minoritate și vorbitori de rusă (6,67%).